# Vivino
Vivino — онлайн-магазин вин и винное приложение. Приложение Vivino доступно для загрузки на устройства Android и Apple.
Компания Vivino была основана в 2010 году Хейни Захариассеном и Тайсом Сондергаардом. По состоянию на 2021 год Vivino обладает винной базой данных, содержащей более 13,9 миллионов различных вин, а также у сайта насчитывается более 50 млн пользователей. В июле 2013 года в базе данных содержалось 1 млн вин. Штаб-квартира Vivino находится в Сан-Франциско (Калифорния, США), но у компании есть несколько дочерних компаний, в том числе в Дании, где она была основана.

## История
Vivino была основана в Копенгагене, основатели — Хейни Захариассен и Тайс Сондергаард. В июле 2011 года компания запустила приложение для iPhone. Основатели компании очень мало знали о вине, тем не менее, они использовали это свое невежество при разработке приложения, сделав его ориентированным на обычных людей. Разработчики сфотографировали 5 000 вин, но прорыв произошел, когда они предложили штопор тому, кто сможет загрузить больше вин, и получили 50 000 снимков. В конце 2014 года в базу данных поступало 250 000 фотографий в день, хотя не все из них представляли новые вина. Программа распознает 25 000 фотографий в день, обрабатываемых вручную 50 индийскими подрядчиками. В июле 2013 года Vivino привлекла 10,3 млн долларов венчурных инвестиций от Balderton Capital и Creandum. В январе 2016 года компания в ходе раунда серии B привлекла венчурное финансирование от SCP Neptune (семейный офис Кристофа Наварра, тогдашнего глобального генерального директора Moet Hennessy) на дополнительные 25 миллионов долларов. В феврале 2018 года Vivino провела раунд серии C, получив инвестиции на сумму 20 млн долларов, преимущественно от SCP Neptune International с участием Balderton Capital, Creandum, SEED Capital Denmark и Iconical. Долгосрочная прибыльность компании существенно зависит от покупок в приложении и рассылки по электронной почте, так как только 5 % покупок вина совершаются через Интернет. В марте 2018 года Vivino назначила бывшего президента StubHub Криса Цакалакиса главным исполнительным директором. В 2021 году Vivino провела раунд серии D, получив инвестиции на сумму 155 миллионов долларов от шведской инвестиционной фирмой Kinnevik с Sprints Capital в качестве нового инвестора. Дополнительные инвесторы этого раунда включают GP Bullhound и более раннего инвестора Creandum.

## Особенности приложения
В 2017 году приложение запустило новую службу рекомендаций, Vivino Market, которая даёт клиентам рекомендации на основе их предыдущих поисков и покупок. В 2020 году Vivino объявила, что собирается запустить новую функцию, которая покажет пользователям, насколько вероятно вино будет соответствовать их предпочтениям.

## Награды и номинации
- Победитель конкурса «Предприниматель года» GP Bullhound Investor Allstar Awards (награду получил Хайни Захариассен).[12]
- Номинация на премию Danish App Awards 2012 г.[13]
- Победа в Danish Growth Award 2012 (награду выиграл Хейни Захариассен для Vivino).[14]
- Номинация на премию Danish Startup Awards 2013. (Категория: Лучший дизайн).
- Номинация на премию Mobile Excellence Awards 2013. (Категория: Лучший оригинальный контент для мобильных устройств).[15]
- Победа в Real Innovation Awards 2017.[16]